# Dorfkirche Felchow

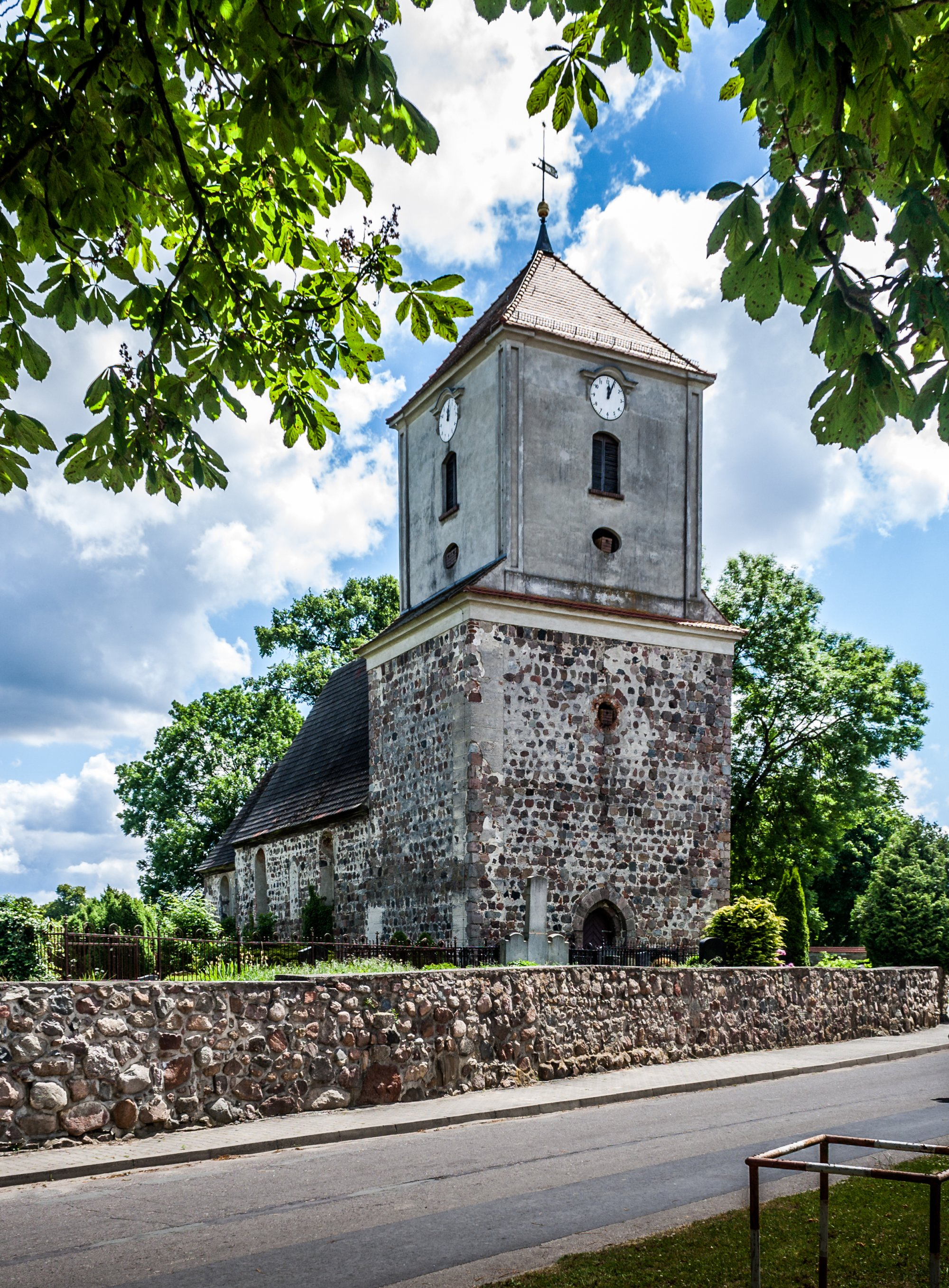
Dorfkirche Felchow

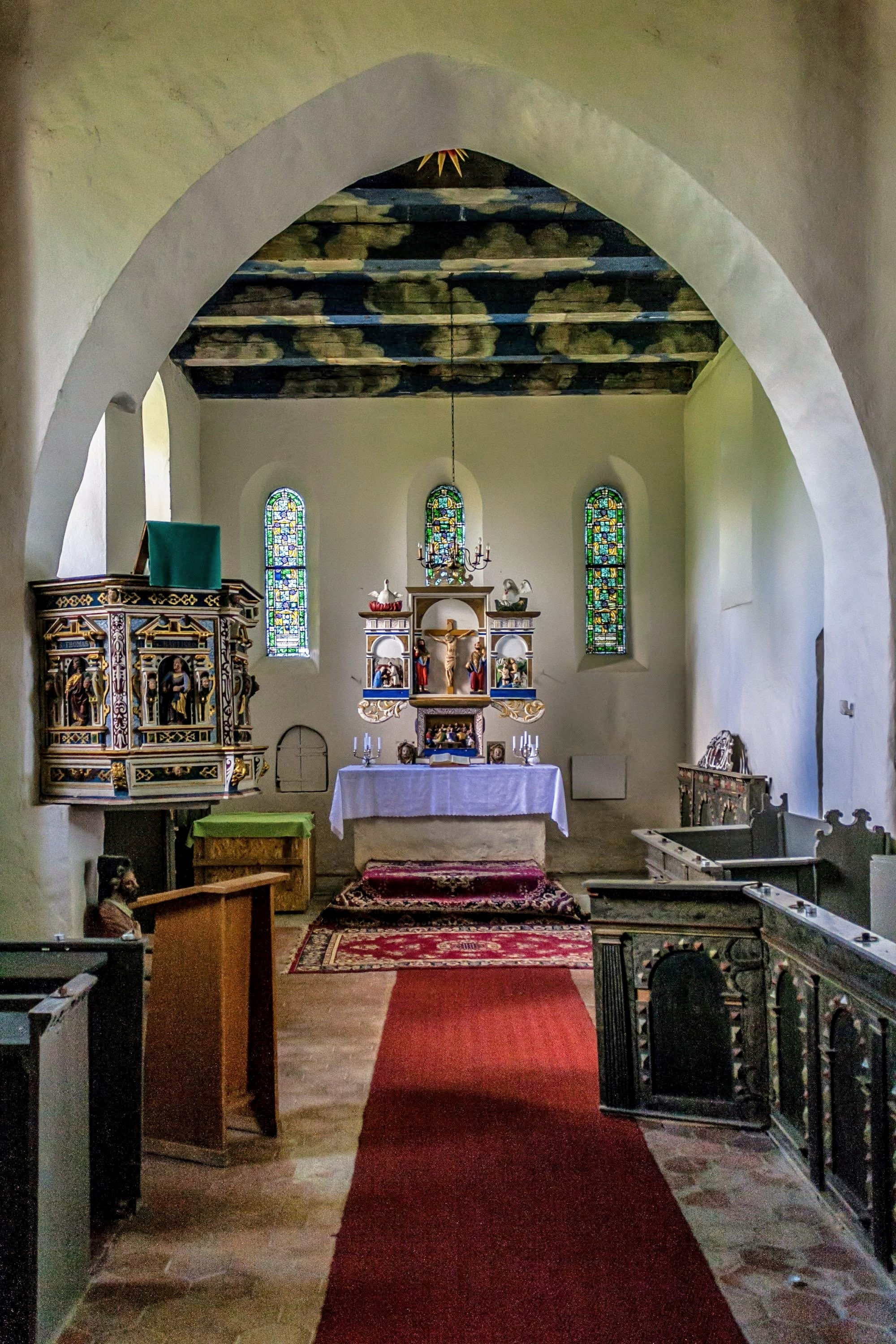
Inneres nach Osten

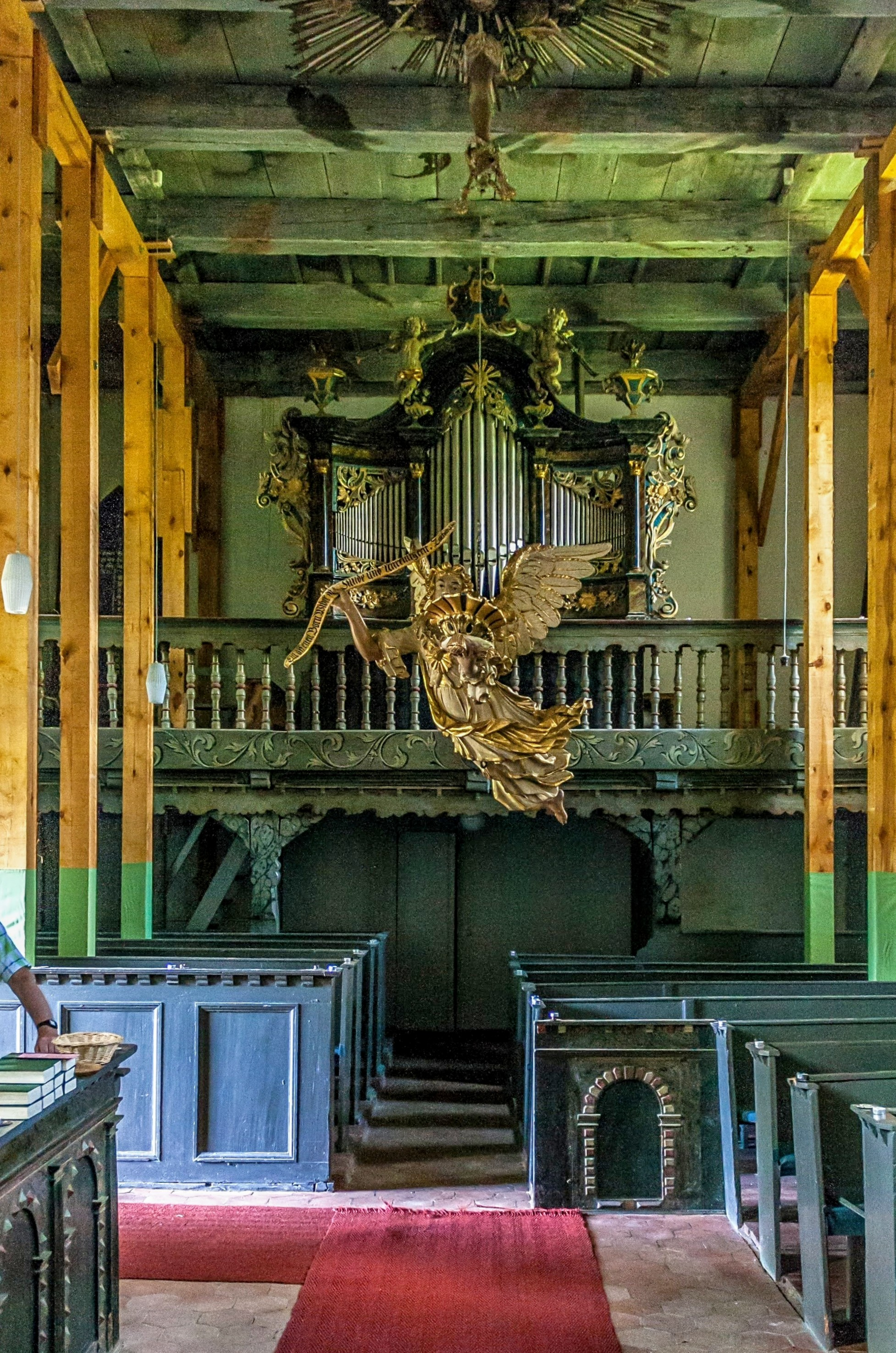
Inneres nach Westen mit Taufengel und Wagnerorgel

Die evangelische Dorfkirche Felchow ist eine frühgotische Feldsteinkirche im Ortsteil Felchow von Schwedt/Oder im Landkreis Uckermark in Brandenburg. Sie gehört zur Kirchengemeinde Schwedt im Kirchenkreis Uckermark der Evangelischen Kirche Berlin-Brandenburg-schlesische Oberlausitz und kann nach Vereinbarung besichtigt werden.

## Geschichte und Architektur
Die Dorfkirche Felchow ist ein flachgedeckter rechteckiger Feldsteinbau mit eingezogenem Rechteckchor und Westturm von Schiffsbreite aus der zweiten Hälfte des 13. Jahrhunderts; der Turmaufsatz ist mit Ecklisenen mit eingetieften Spiegelflächen und Turmuhren unter geschwungener Verdachung (ähnlich dem Turmaufsatz der Dorfkirche Kerkow) aus der 2. Hälfte des 18. Jahrhunderts verziert. Der Abschluss des Turmes wurde im Jahr 1973 durch das bis 2019 bestehende Zeltdach ersetzt. Drei spitzbogige Portale und die originalen Fenster sind unter anderem in der Ostwand erhalten, die übrigen Fenster wurden rundbogig vergrößert. Innen ist das Kirchenschiff durch einen spitzbogigen Triumphbogen mit dem Chor verbunden. Das Bauwerk ist innen mit einer Balkendecke gedeckt. In den Jahren 1965/66 wurde eine Restaurierung vorgenommen. In der Ostwand finden sich zwei Sakramentsnischen. 2019 wurde der Turmabschluss wiederhergestellt.

## Ausstattung
Auf einem mittelalterlichen Altarblock steht das Retabel von 1595 mit farbig gefassten Schnitzfiguren. Es zeigt in der Mitte neben einem ungefassten Kruzifix aus den 1980er Jahren zwei Propheten, in den Flügeln die Geburt und Taufe Christi, darüber Pelikan und Phönix und in der Predella ein Abendmahlsrelief. 
Eine hölzerne Kanzel aus dem Jahr 1630 wurde ursprünglich von Moses und vier schwebenden Engeln getragen; am polygonalen Korb finden sich zwischen Ecksäulchen Figurennischen mit vier Aposteln sowie zwei weitere Apostel in ähnlichen Nischen von Hermen flankiert an der Treppenwange. Ein wohlgestalteter hölzerner Taufengel aus dem Jahr 1732 von Heinrich Bernhard Hattenkerell aus Morin/Neumark ist unter einem geschnitzten Tondo mit Auge Gottes, einer Engelswolke und Strahlenkranz aufgehängt. 
Gestühlsprospekte vom Ende 16. und vom Ende des 17. Jahrhunderts sind mit diamantierten Rundbogenarkaden verziert. Die Westempore mit Balustergitter stammt vom Ende des 17. Jahrhunderts. Die Verglasung aus dem Jahr 1905 ist größtenteils erhalten.
Ein Leuchterpaar aus Zinn stammt von 1691. Eine Glocke aus dem Jahr 1521 wurde wahrscheinlich vom Meister der Barbara-Glocke in Eberswalde gegossen, eine weitere von 1555 stammt von Joachim Mei aus Stettin.

## Orgel
Die Orgel zeigt einen Prospekt mit reichem Bandelwerkdekor, der von musizierenden Putten bekrönt ist. Das Werk mit neun Registern auf einem Manual und Pedal stammt ursprünglich von Joachim Wagner aus dem Jahr 1745, wurde jedoch mehrfach verändert. Eine Restaurierung findet 2023/2024 durch die Orgelbauwerkstatt Wegscheider statt. Die momentane Disposition lautet:
| I Manual CD–c3 |    |
| Gedackt        | 8′ |
| Spitzflöte B/D | 8′ |
| Principal      | 4′ |
| Rohrflöte      | 4′ |
| Nasard         | 3′ |
| Octave B/D     | 2′ |
| Cornet III D   |    |
| Mixtur III B/D |    |

| Pedal C–c1 |     |      |
| Subbaß     | 16′ | 1899 |

- Sonstige Register: Zimbelstern, Engelszug.
- Koppeln: Pedalcoppel